# 霍爾特鎮區 (愛荷華州泰勒縣)
霍爾特鎮區（英語：Holt Township）是位於美國愛荷華州泰勒縣的一個行政鎮區。

## 地方資料
根據2010年美國人口普查的數據，霍爾特鎮區的面積為93.29平方千米，當中陸地面積為93.04平方千米，而水域面積為0.25平方千米。當地共有人口152人，而人口密度為每平方千米1.63人。